# The Spectacular Spider-Man
Cet article concerne le comic. Pour la série télévisée, voir Spectacular Spider-Man (série télévisée d'animation).

The Spectacular Spider-Man (initialement baptisé Peter Parker : The Spectacular Spider-Man jusqu'au numéro 133) est un comic book de Marvel Comics mettant en scène des aventures de Spider-Man.

## Vie éditoriale

### Volume 1
La série a été lancée en décembre 1976 par Archie Goodwin et Sal Buscema. Spidey affrontait des vilains tels que Shooter, Tarantula, ou Morbius. Bill Mantlo prend les rênes assez vite pour des histoires comme "La fin des Champions"…
Quand le dessinateur Jim Mooney arrive, il lance des histoires plus importantes, notamment « Spidey aveugle » (deux épisodes signés Frank Miller). Quelqu'un connaît l'identité de Parker: en fait, c'est Carrion, un clone décrépit du Chacal. Mantlo parvient ainsi à faire une suite à la première « Saga du clone » sans rien détruire… Ensuite, une saga avec le Lézard donnera une grande fin à sa prestation.
Mooney devient plus rare, Marie Severin fait quelques épisodes, et Roger Stern s'installe pour faire des histoires d'enquête dans le milieu de la mode, avec les jumeaux Kingsley et l'inspecteur Keating. Sa grande saga est la trilogie du Scarabée, où le vilain prend une dimension réellement inquiétante.
Mantlo revient alors sur la série avec Ed Hannigan aux dessins, qui injecte un peu du style de Will Eisner (titres mêlés aux éléments du décor, composition, éclairages clairs/obscurs…) dans l'univers de Spider-Man.
Après Hannigan arrive Al Milgrom, avec une saga consacrée au Punisher, à Cloak & Dagger (La Cape et l'Épée en VF) et au Caïd, puis une saga haletante avec le Docteur Octopus et la Chatte Noire (approximativement la période du "Costume noir").
Arrive ensuite Peter David qui marque les esprits avec "La Mort de Jean DeWolff", dessinée par Rich Buckler, et la trilogie du Rédempteur, dessinée par Sal Buscema.
Gerry Conway revient sur le personnage qu'il avait animé des années auparavant dans Amazing Spider-Man, avec Sal Buscema: une ambiance polar et une guerre des gangs entre les frères Lobo, Tombstone...
Conway s'en va, John Marc DeMatteis arrive, et rédige ses histoires intimistes dont il a le secret. Les retours respectifs de Vermine et du Bouffon Vert s'imposent dès leur sortie comme des épisodes voués à entrer dans la mythologie de Spider-Man.
À l'occasion de la seconde "Saga du clone", DeMatteis passe provisoirement sur Amazing Spider-Man et y signe des épisodes mémorables (Peter dans sa chrysalide de toile, le fameux #400…).
Peu avant la fin de la saga du clone, Sal Buscema prend sa retraite et est remplacé par un nouveau talent, Luke Ross. Ce dernier reste alors jusqu'à la fin de la série, qui se produit en novembre 1998 avec l'épisode 263. Il a ainsi l'occasion de participer à la saga-événement "Identity Crisis" en introduisant le personnage de Prodige, nouvelle identité adoptée par l'Homme-Araignée pour s'innocenter d'un meurtre.

### Volume 2
The Spectacular Spider-Man Volume 2 fut une série de 27 épisodes publiée par Marvel Comics entre septembre 2003 et juin 2005.
Le titre remplaçait la série Peter Parker: Spider-Man.
Tous les épisodes sauf 4 (#23-26 par le scénariste Samm Barnes) ont été écrits par Paul Jenkins. Elle fut principalement illustrée par Humberto Ramos et Mark Buckingham.
Elle fut annulée en 2005 à la suite du désistement du scénariste Paul Jenkins, remplacée par la série Friendly Neighborhood Spider-Man.

## Liens
- (fr) Spectacular Spider-Man (1°) sur Comics VF
- (fr) Spectacular Spider-Man (2°) sur Comics VF